# 루겔

루겔의 위치

루겔(독일어: Ruggell)은 리히텐슈타인의 지방 자치체로, 인구는 1,937명(2008년 기준), 면적은 7.38km2, 높이는 433m이다. 루겔이라는 지명은 라틴어로 "청량한 육지"를 뜻하는 단어인 "론칼레"(roncale)에서 유래된 이름이다.

시기
시 문장